# Ање ле Дизан
Ање ле Дизан (фр. Agnez-lès-Duisans) насеље је и општина у североисточној Француској у региону Север-Па де Кале, у департману Па де Кале која припада префектури Арас.
По подацима из 2011. године у општини је живело 661 становника, а густина насељености је износила 90,55 становника/km². Општина се простире на површини од 7,3 km². Налази се на средњој надморској висини од 70 метара (максималној 111 m, а минималној 67 m).

## Демографија
| 1962. | 1968. | 1975. | 1982. | 1990. | 1999. | 2011. |
| ----- | ----- | ----- | ----- | ----- | ----- | ----- |
| 386   | 397   | 415   | 507   | 561   | 650   | 661   |

График промене броја становника у току последњих година